# Bedřich Jan Wilczek
Bedřich Jan hrabě von Wilczek (německy Friedrich Johann Graf von Wilczek; 19. července 1790 Praha – 3. února 1861 Vídeň) byl rakouský šlechtic ze slezského rodu Wilczků, státní úředník a politik.

## Život
Narodil se v Praze jako syn Josefa Františka von Wilczek (1746–1828) a jeho manželky Rosálie, rozené von Schulz (1760–1831).

### Kariéra
- 1813 koncipient u všeobecné dvorské komory
- 1814 úředník státní rady
- 1816 tajemník u dvorské komory
- 1819 guberniální rada a první vedoucí provizorní spádové správy (= finanční úřad) v Tyrolsku a Vorarlbersku
- 1821 Povolán do dvorské komory a dvorní rady
- 19. června 1824 jmenován viceprezidentem místodržitelství pro Tyrolsko a Vorarlbersko
- 1825–1837 guvernér a zemský hejtman Tyrolska a Vorarlberska
- 22. května 1837 místopředseda dvorské komory
- 25. listopadu 1840 předseda Generálního účetního ředitelství ve Vídni, kde se zvláště zasloužil o systematizaci statistických údajů v rámci monarchie.

### Politická činnost
Jako guvernér a zemský hejtman vedl Bedřich Jan von Wilczek kampaň za ekonomické a sociální zlepšení země. Prosadil zejména výstavbu silnic a podpořil zemědělství založením zemědělského spolku (později Landeskulturrat / Státní kulturní rady).
Ve společensko-politické oblasti se zasloužil o založení azylového domu pro hluchoněmé v Brixenu, „ústav pro choromyslné“ v Hallu (dnes Zemská nemocnice Hall) a porodního, nalezineckého a sirotčího ústavu v Tridentu.
Hrabě von Wilczek byl také pověřen organizací vyhnání zillertalských protestantů (kteří se poté usadili v Krkonoších) o kterém rozhodl stavovský sněm, ačkoli Wilczek sám nebyl přesvědčen o správnosti tohoto rozhodnutí. To se odrazilo i v jeho kritickém postoji vůči tyrolským stavům.
27. května 1860 odešel Wilczek do penze. Za jeho zásluhy ho císař František Josef I. vyznamenal velkokřížem Řádu železné koruny a Řádem Leopolda.

### Rodina
Bedřich Jan hrabě von Wilczek byl ženatý s hraběnkou Františkou de Paula Chorinskou z Ledské (1798–1863), dcerou hraběte Ignáce Karla Chorinského a sestrou Gustava Ignáce Chorinského.
Z jejich manželství se narodil syn Jindřich Vilém Josef (1819–1884), který se oženil s hraběnkou Malvínou ze Stainlein-Saalensteinu, dcerou bavorského vyslance Johanna Gottlieba Eduarda ze Stainleinu (1785–1833) a sestru hudebního skladatele Ludwiga von Stainlein.